# معاهدة الشراكة الاستراتيجية الشاملة بين إيران وروسيا
المعاهدة الإيرانية الروسية للشراكة الاستراتيجية الشاملة التي وقعها الرئيس الروسي فلاديمير بوتن والرئيس الإيراني مسعود بزشكيان في 17 يناير 2025، هي معاهدة لتحسين العلاقات بين البلدين . وتهدف هذه المعاهدة إلى توسيع التعاون الاقتصادي، وتخفيف تأثير العقوبات الأميركية ، وتعزيز الشراكات العسكرية والسياسية. وتهدف الاتفاقية إلى تنظيم العلاقات بين روسيا وإيران على مدى السنوات العشرين المقبلة، وتغطي مجالات مختلفة بما في ذلك الدفاع ومكافحة الإرهاب والطاقة والتمويل والثقافة. تتكون المعاهدة من 47 مادة تتناول التعاون في التكنولوجيا والمعلومات والأمن السيبراني والتعاون في مجال الطاقة النووية السلمية وجهود مكافحة الإرهاب والتعاون الإقليمي والقضايا البيئية ومكافحة غسل الأموال والجريمة المنظمة.   

## الأحكام
وتهدف الاتفاقية إلى تعزيز العلاقات التجارية والاقتصادية، حيث ارتفعت التجارة الثنائية بنسبة 15.5% إلى 3.77 مليار دولار بين يناير وأكتوبر 2024.